# Omul care nu a spus nimic
Omul care nu a spus nimic (engleză The Man Who Didn’t Say a Thing) este un scurtmetraj românesc din 2016 regizat de Florin Șerban. 

## Prezentare
Apă, liniști și trestie. Un pescar de 50 de ani îi aduce unei femei un pește. Cei doi abia schimbă câteva cuvinte. Pescarul fumează cu soțul femeii și apoi pleacă. Un băiat și o fată jucându-se. Pădure, liniști, priviri. Când ea pleacă, băiatul închide ochii și șoptește într-un radio stricat: „Te iubesc”. Își încleștează pleoapele. 40 de ani mai târziu, pescarul stă într-o stație de autobuz. Își închide ochii. Își încleștează pleoapele. Și nu spune nimic.

## Distribuție
Distribuția filmului este alcătuită din:
- Vasile Isarev — Vasea
- Genica Malăhin — Elena
- Vasile Neculai — soțul Elenei
- Alesandra Armeanu — Elena copil
- Remus Rodina — Vasea copil

## Premii și nominalizări
Festivalul Internațional de Film de la Montreal Arhivat în 10 ianuarie 2018, la Wayback Machine. 2016, World Competition 